# Glenda Heyliger
Glenda Marlene Heyliger (Aruba, 1957) is een Arubaans kunstenaar.

## Leven en werk
Heyliger studeerde theaterdesign aan de Gerrit Rietveld Academie in Amsterdam. Ze maakt installaties en beelden van natuurlijke en andere materialen, waarin ze onder meer de koloniale erfenis beschouwt. Voor haar beeld Your Highness uit 1997 gebruikte ze gevonden hout en natuurlijke klei uit de regio.
In 2014 exposeerde Heyliger met andere kunstenaars uit de regio in Museum de Fundatie tijdens de tentoonstelling Tropisch koninkrijk, de eerste overzichtstentoonstelling van hedendaagse beeldende kunst van alle zes eilanden in het Caribisch deel van het Koninkrijk der Nederlanden. Haar werk is geëxposeerd tijdens meerdere tentoonstellingen in Europa, de Verenigde Staten en Zuid-Amerika, onder meer in Florida en Venezuela.
In 2004 won Heyliger de PBCCG Cultuurprijs.